# Fußball-Asienmeisterschaft der Frauen 2010
Die Endrunde der 17. Fußball-Asienmeisterschaft der Frauen (offiziell: AFC Women's Asian Cup 2010) wurde in der Zeit vom 19. bis 30. Mai 2010 in der chinesischen Stadt Chengdu ausgetragen. China war damit zum zweiten Mal nach 1997 Ausrichter der Asienmeisterschaft. Acht Mannschaften traten zunächst in einer Gruppenphase in zwei Gruppen und danach im K.-o.-System gegeneinander an. Neben dem Asienmeister wurden die drei asiatischen Teilnehmer an der Weltmeisterschaft 2011 in Deutschland ermittelt. Asienmeister wurde erstmals Australien, das erst seit 2006 dem asiatischen Verband angehört, aber bereits 1975 und 1979 teilgenommen hatte. Damit wurde zum zweiten Mal eine geographisch nicht zu Asien gehörende Mannschaft Asienmeister. Zuerst gelang dies Neuseeland bei der ersten Auflage 1975.

## Qualifikation

### Teilnehmer
Für das Turnier hatten sich folgende Mannschaften qualifiziert:
| 5 gesetzte Mannschaften | Australien | China    | Japan   | Südkorea | Nordkorea |
| 3 Qualifikanten         | Myanmar    | Thailand | Vietnam |          |           |

Am 14. Juli 2009 vergab das zuständige Komitee des AFC bei seiner Sitzung in Kuala Lumpur das Turnier an die Volksrepublik China.

## Auslosung
Die Auslosung fand am 21. November 2009 im Hauptquartier der AFC, in Kuala Lumpur, statt.

## Vorrunde

### Gruppe A
| Pl. | Land      | Sp. | S | U | N | Tore    | Diff. | Punkte |
| --- | --------- | --- | - | - | - | ------- | ----- | ------ |
| 1.  | Japan     | 3   | 3 | 0 | 0 | 014:100 | +13   | 09     |
| 2.  | Nordkorea | 3   | 2 | 0 | 1 | 006:200 | +4    | 06     |
| 3.  | Thailand  | 3   | 1 | 0 | 2 | 002:700 | −5    | 03     |
| 4.  | Myanmar   | 3   | 0 | 0 | 3 | 000:120 | −12   | 0      |

|                                                  |   |           |           |
| 20. Mai 2010 in Chengdu (Chengdu Sports Center)  |   |           |           |
| Nordkorea                                        | – | Thailand  | 3:0 (2:0) |
| Japan                                            | – | Myanmar   | 8:0 (3:0) |
| 22. Mai 2010 in Chengdu (Chengdu Sports Center)  |   |           |           |
| Thailand                                         | – | Japan     | 0:4 (0:3) |
| Myanmar                                          | – | Nordkorea | 0:2 (0:1) |
| 24. Mai 2010 in Chengdu (Chengdu Sports Center)  |   |           |           |
| Nordkorea                                        | – | Japan     | 1:2 (0:2) |
| 4. Mai 2010 in Chengdu (Shuangliu Sports Center) |   |           |           |
| Myanmar                                          | – | Thailand  | 0:2 (0:1) |

### Gruppe B
| Pl. | Land       | Sp. | S | U | N | Tore    | Diff. | Punkte |
| --- | ---------- | --- | - | - | - | ------- | ----- | ------ |
| 1.  | China      | 3   | 2 | 1 | 0 | 006:000 | +6    | 07     |
| 2.  | Australien | 3   | 2 | 0 | 1 | 005:200 | +3    | 06     |
| 3.  | Südkorea   | 3   | 1 | 1 | 1 | 006:300 | +3    | 04     |
| 4.  | Vietnam    | 3   | 0 | 0 | 3 | 000:120 | −12   | 0      |

|                                                   |   |            |           |
| 19. Mai 2010 in Chengdu (Chengdu Sports Center)   |   |            |           |
| China                                             | – | Südkorea   | 0:0       |
| Australien                                        | – | Vietnam    | 2:0 (1:0) |
| 21. Mai 2010 in Chengdu (Chengdu Sports Center)   |   |            |           |
| Südkorea                                          | – | Australien | 1:3 (0:0) |
| Vietnam                                           | – | China      | 0:5 (0:4) |
| 23. Mai 2010 in Chengdu (Chengdu Sports Center)   |   |            |           |
| China                                             | – | Australien | 1:0 (1:0) |
| 23. Mai 2010 in Chengdu (Shuangliu Sports Center) |   |            |           |
| Vietnam                                           | – | Südkorea   | 0:5 (0:4) |

## Finalrunde

### Halbfinale
|              |   |            |           |
| 27. Mai 2010 |   |            |           |
| Japan        | – | Australien | 0:1 (0:1) |
| 27. Mai 2010 |   |            |           |
| China        | – | Nordkorea  | 0:1 n. V. |

### Spiel um Platz 3
|              |   |       |           |
| 30. Mai 2010 |   |       |           |
| Japan        | – | China | 2:0 (1:0) |

Durch die Niederlage im Spiel um Platz 3 konnte sich China erstmals nicht für eine WM qualifizieren.

### Finale
|              |   |           |                                 |
| 30. Mai 2010 |   |           |                                 |
| Australien   | – | Nordkorea | 1:1 n. V. (1:1, 1:0), 5:4 i. E. |

## Schiedsrichterinnen
Hauptschiedsrichterinnen:
- Jacqui Melksham
- Li Hong
- Wang Jia
- Bentla D’Coth
- Sachiko Yamagishi
- Ri Hyang-ok
- Hong Eun-ah
- Pannipar Kamnueng
- Semaksuk Praew

Schiedsrichterassistentinnen:
- Sarah Ho
- Clare Flynn
- Zhang Lingling
- Liu Hsiu-mei
- Saori Takahashi
- Shiho Ayukai
- Widiya Shamsuri
- Hong Kum-nyo
- Kim Kyoung-min

## Beste Torschützinnen
Keiner Spielerin gelangen mehr als drei Tore. Beim 8:0 zwischen Japan und Myanmar konnten sechs Japanerinnen mindestens ein Tor erzielen, Homare Sawa und Mami Yamaguchi gelangen in diesem Spiel 2 Tore.
| Rang | Spielerin      | Tore |
| ---- | -------------- | ---- |
| 1    | Yoo Young-a    | 3    |
|      | Kozue Andō     | 3    |
|      | Homare Sawa    | 3    |
|      | Jo Yun-mi      | 3    |
| 5    | Mami Yamaguchi | 2    |
|      | Sam Kerr       | 2    |
|      | Zhang Rui      | 2    |